# Bon Anniversaire
Ne doit pas être confondu avec Joyeux Anniversaire.
Bon Anniversaire est une chanson dont le refrain est parfois encore entonné en France lors d'une célébration d'anniversaire, souvent à l'arrivée du gâteau.

## Histoire
La chanson Bon Anniversaire, paroles de Jacques Larue sur une musique de Louiguy (Louis Guglielmi), a été créée par André Claveau dans le film Un jour avec vous (1951) de Jean-René Legrand, dans lequel André Claveau jouait aux côtés de Simone Logeart et d'André Gabriello.

## Paroles
Le refrain contient dix vers et commence par « Bon Anniversaire / Nos vœux les plus sincères ».
Souvent, lors d'un anniversaire, seul ce refrain est repris. Mais la chanson en entier comprend également deux couplets.